# Station Waddinxveen Triangel
Station Waddinxveen Triangel is een spoorweghalte aan de spoorlijn Gouda - Alphen aan den Rijn in Waddinxveen.

## Geschiedenis
De plannen voor de bouw van een station in het zuiden van Waddinxveen stammen uit de jaren 90 van de twintigste eeuw, toen de ideeën rond de RijnGouwelijn in plannen werden vormgegeven. Volgens dit plan zouden tramtreinen de treindienst op de spoorlijn Gouda - Alphen aan den Rijn overnemen en daarna doorrijden naar Leiden en de Noordzeekust in Katwijk en Noordwijk. Hierbij zouden nieuwe haltes gebouwd worden, waaronder de halte Waddinxveen Coenecoop op de locatie waar nu station Waddinxveen Triangel ligt. In 2002 werd begonnen met een proef met trams, maar hierin was de bouw van het station niet opgenomen.
Na het schrappen van de RijnGouwelijn in 2012 werd een nieuw, uitgekleed plan ontwikkeld: het HOV-net Zuid-Holland Noord. Hierin werd de bouw van het station opnieuw opgenomen, nu met de naam Waddinxveen Triangel, naar een dan nieuw te bouwen woonwijk bij het station.
De bouwwerkzaamheden begonnen in 2017. In iets meer dan een jaar tijd heeft aannemer Gebr. De Koning in opdracht van ProRail het station en een fiets- en voetgangerstunnel gebouwd. Het stationsplein met een grote fietsenstalling, parkeerplaatsen en speciale Kiss & Ride-plaatsen is door de gemeente Waddinxveen aangelegd.  Vanaf 12 februari 2018 konden reizigers gebruik maken van het station. Op 15 februari 2018 is het station officieel geopend. De lokaal kunstenaar Ruud Kooger heeft een maand later op de wanden van de fiets- en voetgangerstunnel een muurschildering aangebracht met typische Waddinxveense beelden.

## Locatie
Het station ligt aan de Parklaan circa 1,5 km ten zuiden van station Waddinxveen en ontsluit de nieuwbouwwijk Triangel en het bedrijventerrein Coenecoop. Het station heeft een grote overdekte fietsenstalling die plaats biedt aan circa 300 fietsen en 15 motorfietsen.

## Dienstregeling
Het station wordt in de dienstregeling 2025 door de volgende treinseries bediend:
| Serie | Treinsoort    | Route                                          | Bijzonderheden |
| ----- | ------------- | ---------------------------------------------- | --- |
| 8600  | Sprinter (NS) | Alphen a/d Rijn – Waddinxveen Triangel – Gouda | Rijdt onder de formule van R-net. Vormt een kwartierdienst met de serie 8700 (Behalve 's avonds en in het weekend).   |
| 8700  | Sprinter (NS) | Alphen a/d Rijn – Waddinxveen Triangel – Gouda | Rijdt onder de formule van R-net. Rijdt niet 's avonds en in het weekend. Vormt een kwartierdienst met de serie 8600. |

## Fotogalerij

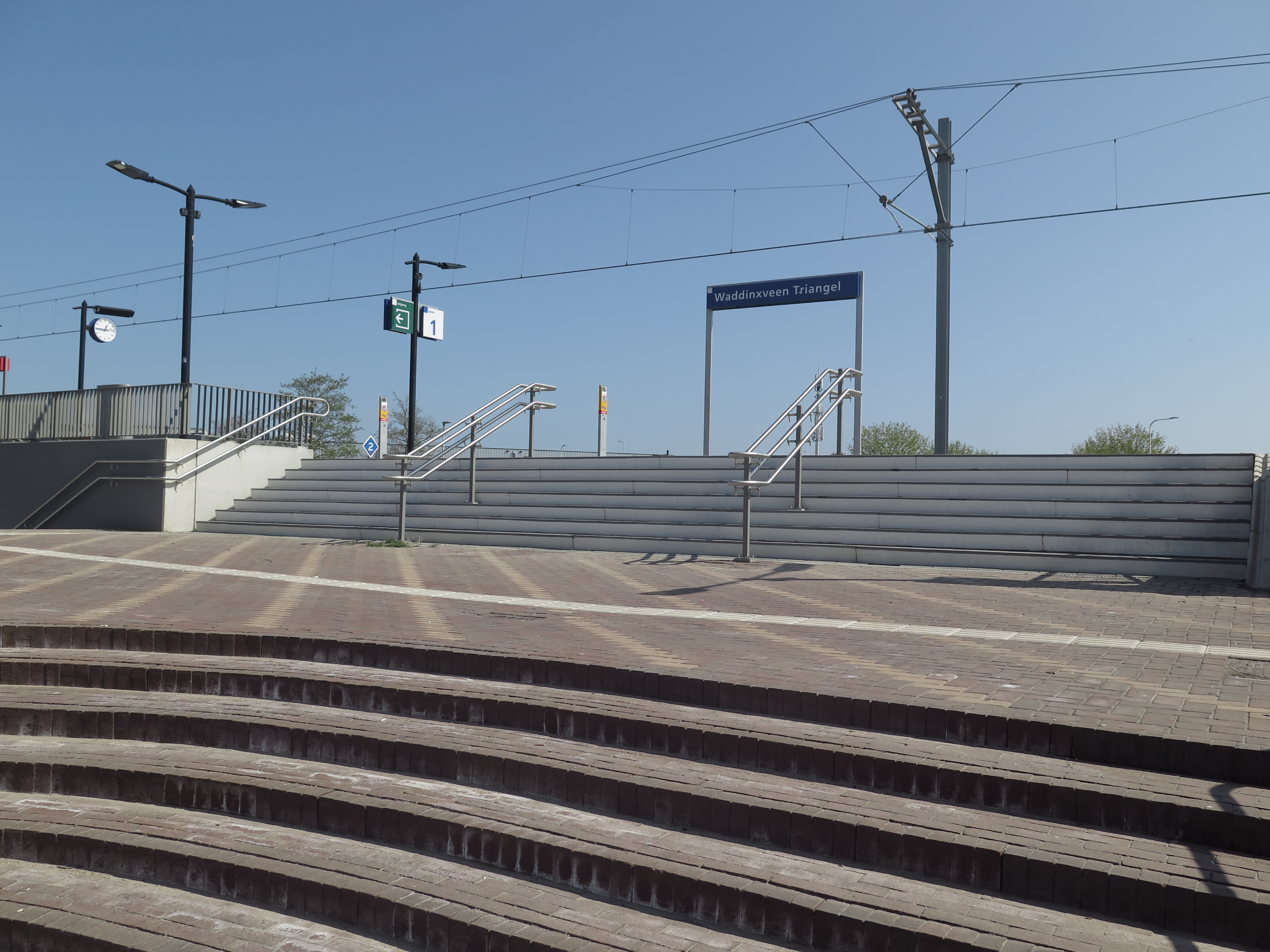
Ingang station
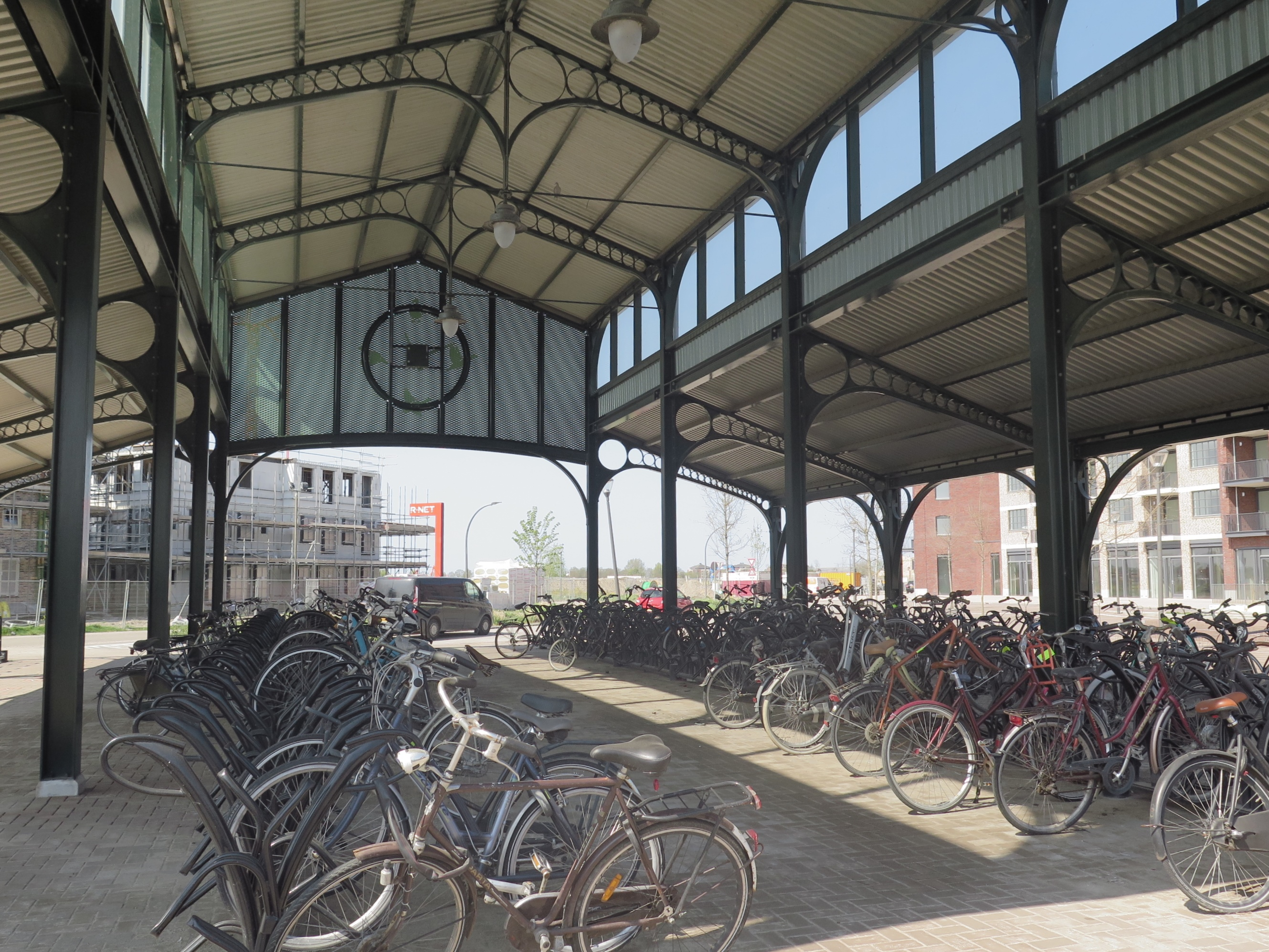
Interieur fietsenstalling
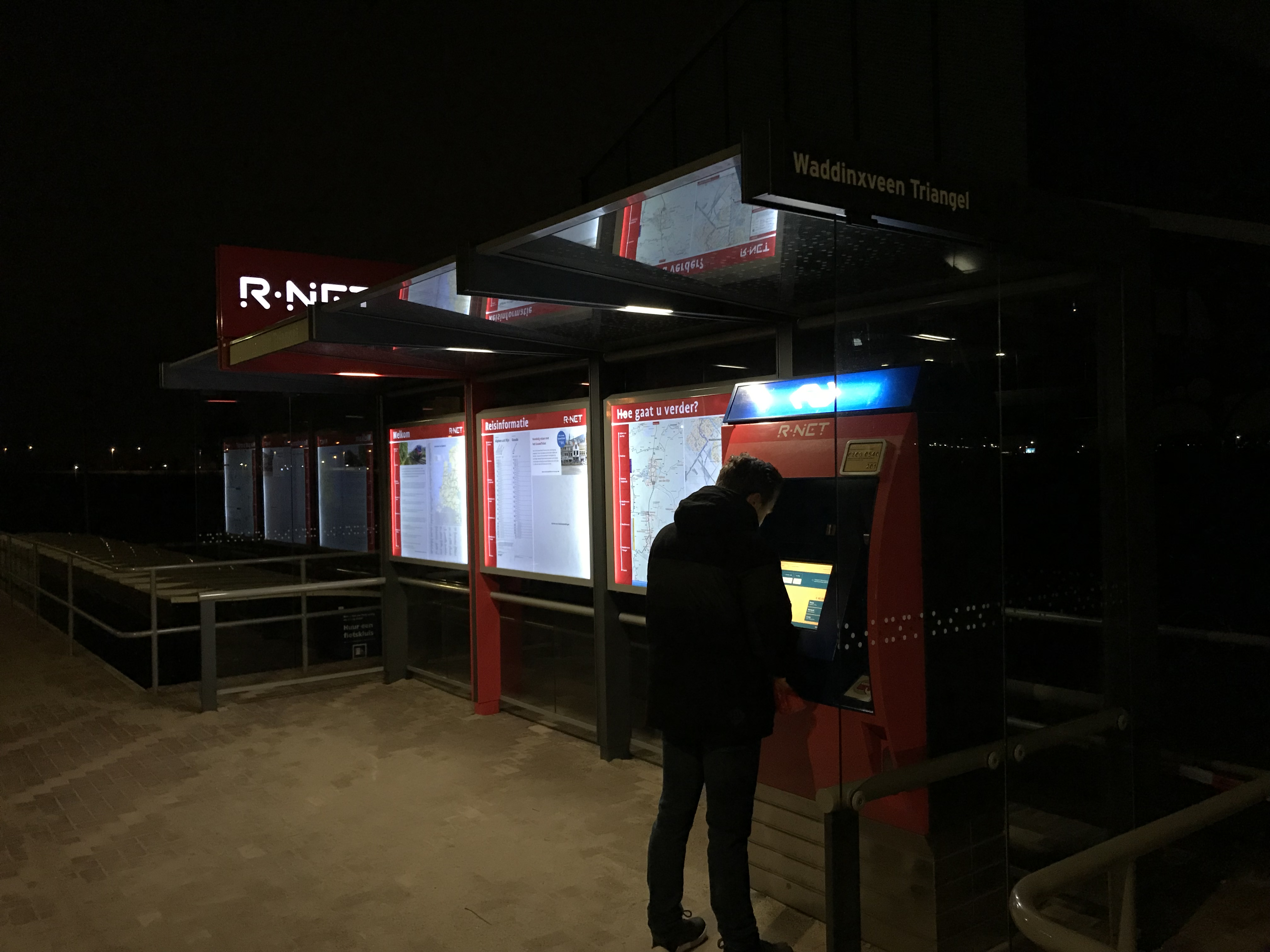
Wachtruimte met reisinformatie
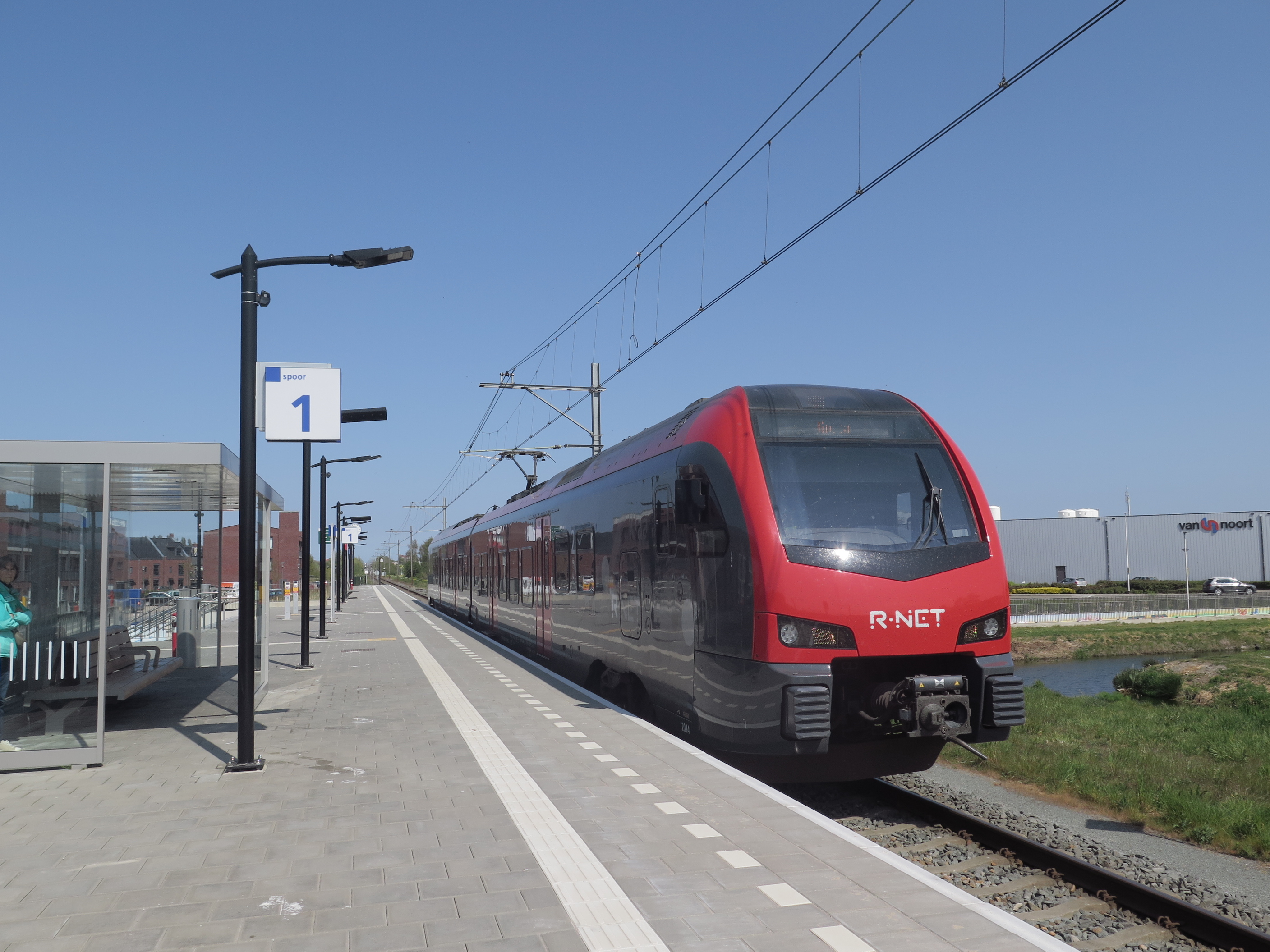
Aankomst trein
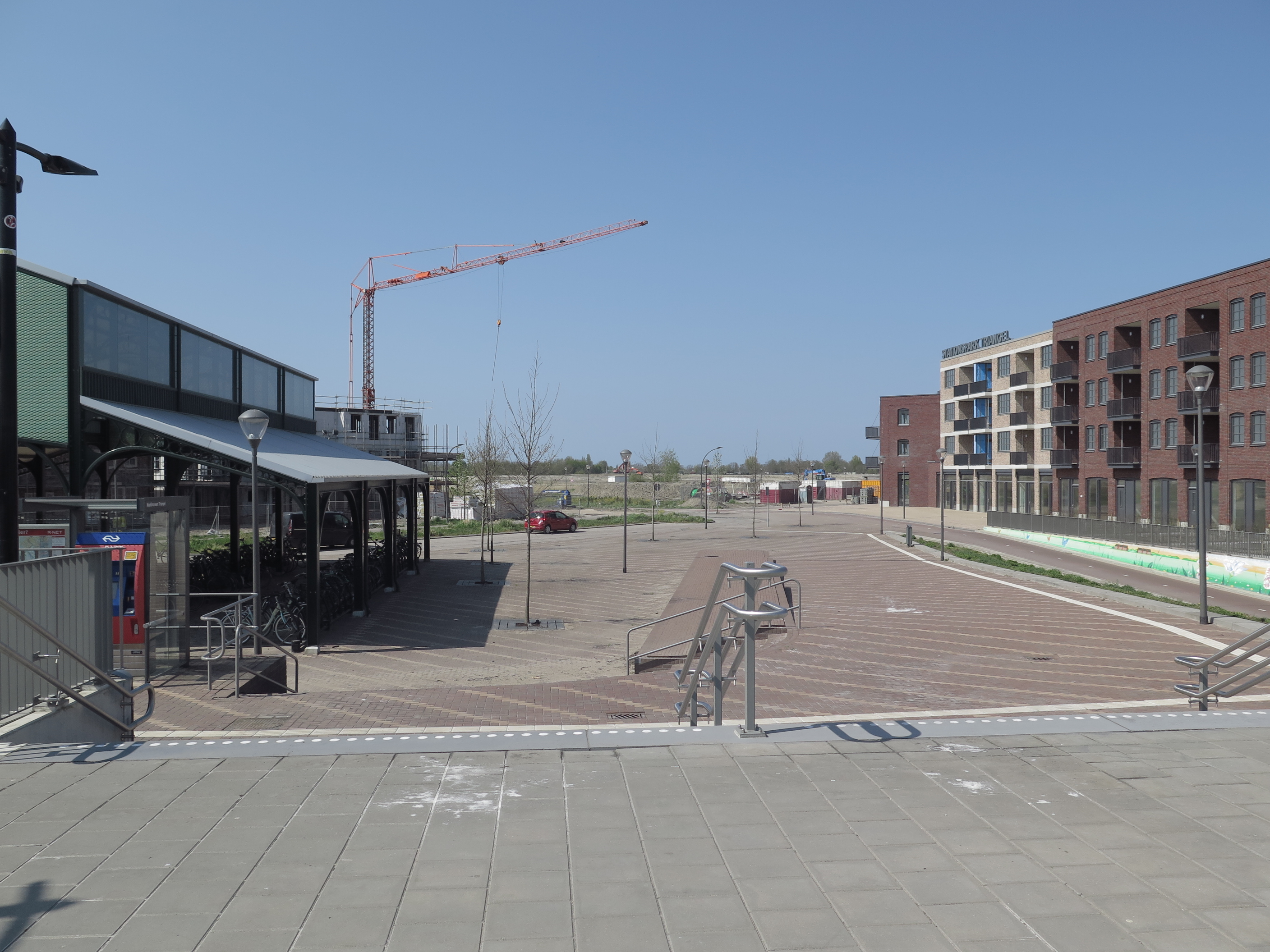
Stationsplein
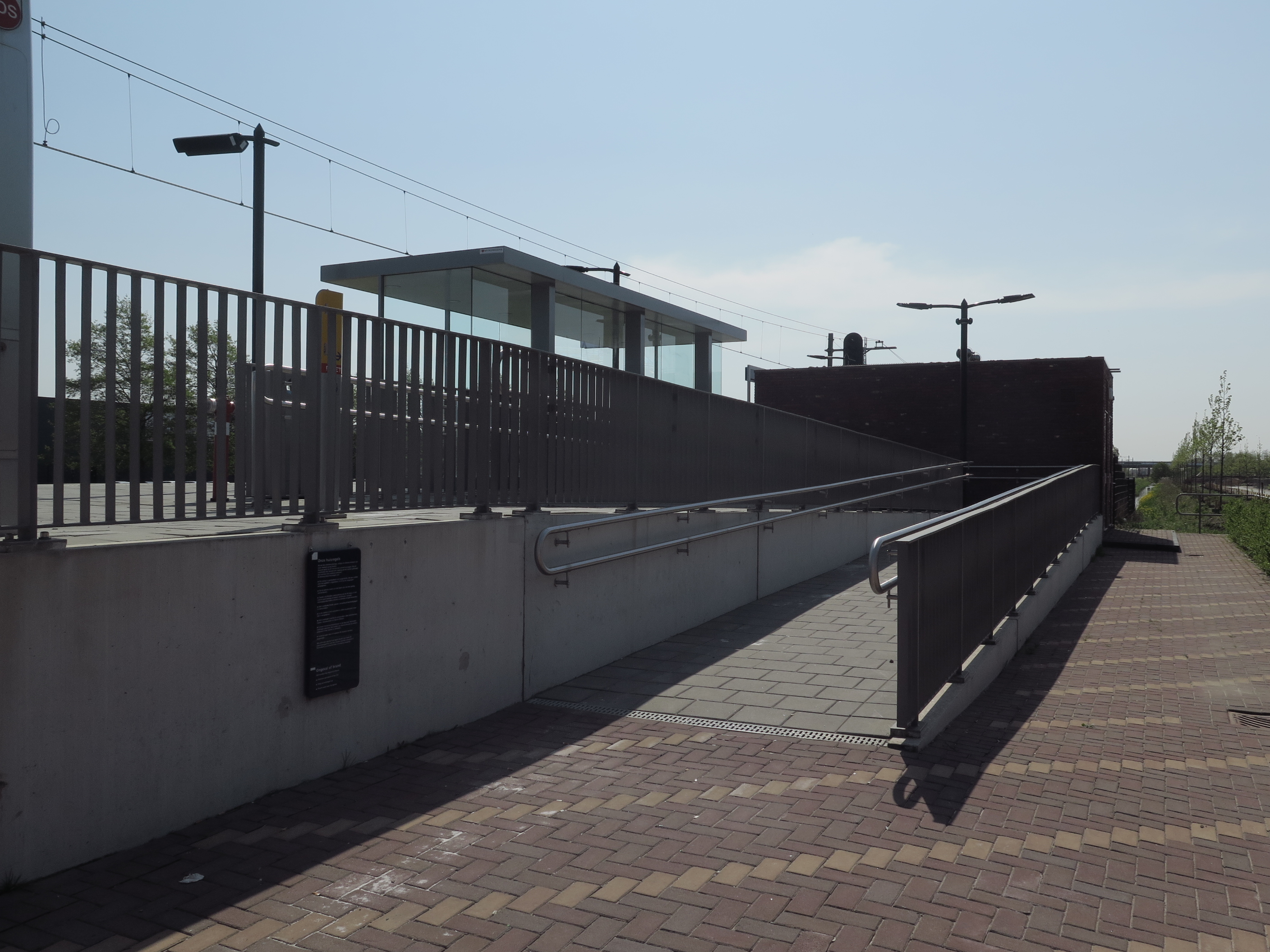
Hellingbaan
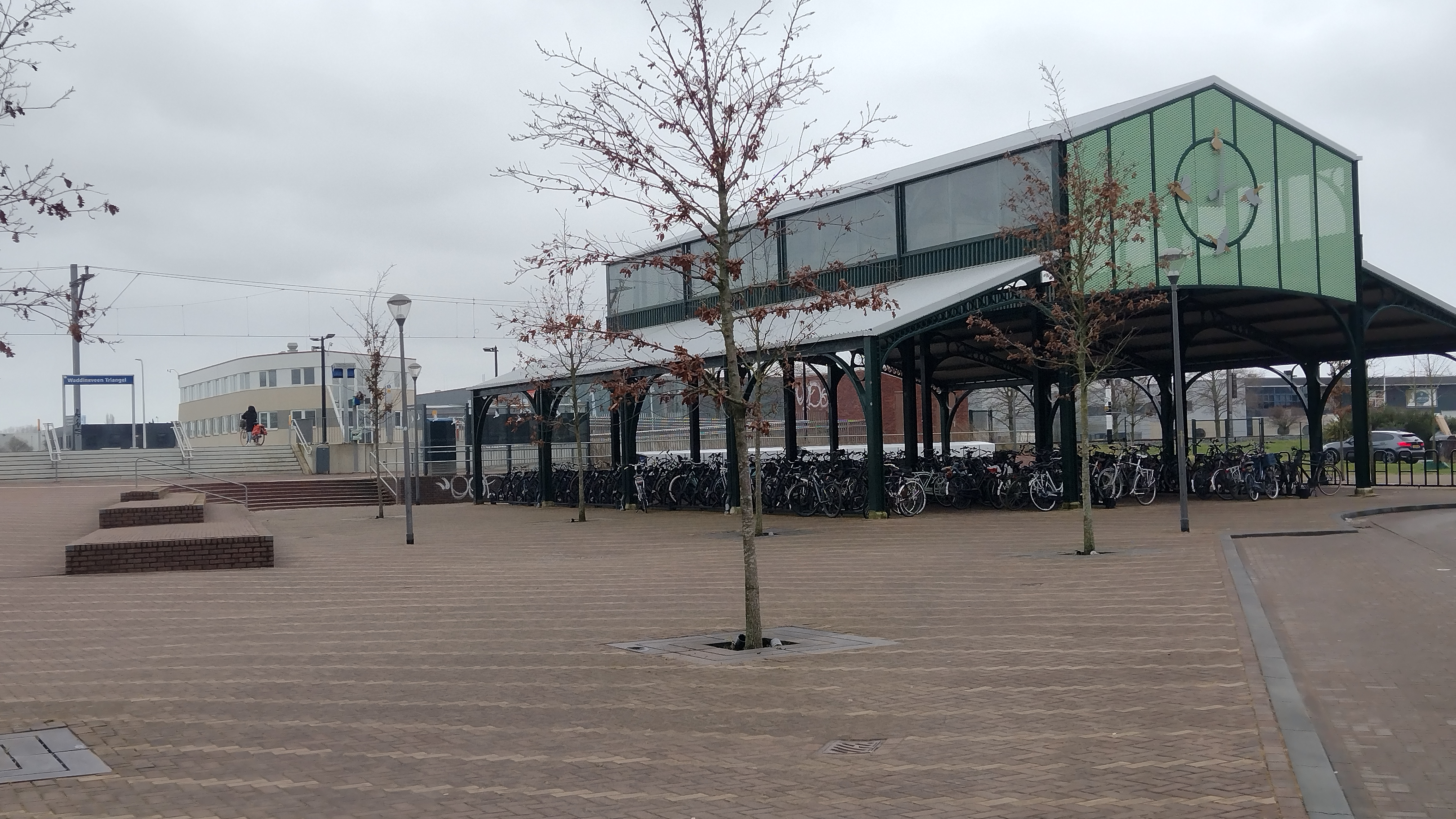
Exterieur fietsenstalling

## Ontwikkeling aantal reizigers
Het aantal door NS vervoerde reizigers (per gemiddelde werkdag) ontwikkelde zich sedert 2019 als volgt:
| Jaar | Aantal reizigers |
| ---- | ---------------- |
| 2019 | 695              |
| 2020 | 400              |
| 2021 | 513              |
| 2022 | 751              |
| 2023 | 942              |
| 2024 | 1.063            |

0,0: Gouda ·
6,4: Waddinxveen Triangel ·
8,0: Waddinxveen ·
9,2: Waddinxveen Noord ·
10,6: Boskoop Snijdelwijk ·
11,6: Boskoop ·
17,5: Alphen a/d Rijn
Alphen a/d Rijn ·
Arkel · 
Barendrecht · 
Bodegraven · 
Boskoop · 
-Snijdelwijk · 
Boven Hardinxveld · 
Capelle Schollevaar · 
De Vink · 
Delft · 
-Campus · 
Den Haag:
-Centraal · 
-HS ·
-Laan van NOI · 
-Mariahoeve · 
-Moerwijk · 
-Ypenburg · 
Dordrecht · 
-Stadspolders ·
-Zuid ·
Gorinchem · 
Gouda · 
-Goverwelle · 
Hardinxveld:
-Blauwe Zoom · 
-Giessendam · 
Hillegom · 
Lansingerland-Zoetermeer · 
Leiden:
-Centraal · 
-Lammenschans · 
Nieuwerkerk a/d IJssel · 
Rijswijk · 
Rotterdam:
-Alexander · 
-Blaak · 
-Centraal · 
-Lombardijen · 
-Noord · 
-Stadion · 
-Zuid · 
Sassenheim · 
Schiedam Centrum · 
Sliedrecht · 
-Baanhoek · 
Voorburg · 
Voorhout · 
Voorschoten ·
Waddinxveen · 
-Noord ·
-Triangel ·
Zoetermeer · 
-Oost · 
Zwijndrecht
Geplande stations:
Gorinchem Noord · Hazerswoude-Koudekerk · Schiedam Kethel
Voormalige stations: zie de lijst van voormalige spoorwegstations in Zuid-Holland